# Brouet
Pour les articles homonymes, voir Brouet (homonymie).

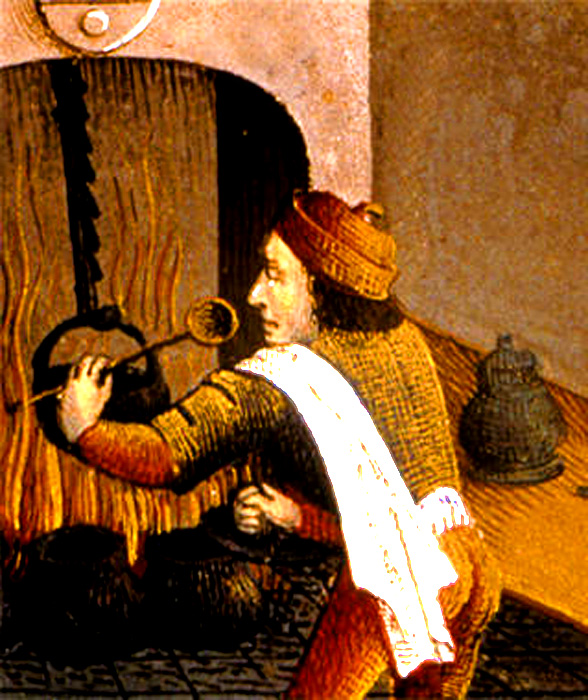
Un homme mangeant un brouet médiéval.

Le brouet est un plat populaire composé d'un bouillon de viande, très fortement réduit.

## Types et ingrédients
On trouve différents types de brouets : noir, clair. On peut y mettre plusieurs types de viande : porc, caille, etc.

## Histoire

### Grèce antique
On consomme du brouet noir, notamment dans l'armée spartiate.

### Moyen Âge
On trouve au Moyen Âge le brouet de cailles.

### Epoque moderne
Le brouet est mentionné dans la littérature de l'époque moderne, notamment :
- « Vous m'offrez du brouet quand j'espérais des crèmes ! », réplique de Roxane (acte III, scène V) dans Cyrano de Bergerac, d'Edmond Rostand (1897).
- « Le galant pour toute besogne avait un brouet clair », dans Le Renard et la Cigogne, de Jean de La Fontaine (1668).

### Epoque contemporaine
- « Tous les lutins irlandais n'ont pas bon caractère. Les Schtroumpfs s'en rendent compte quand le Schtroumpf Gourmand se transforme après avoir mangé un brouet de trèfle magique », dans Les Schtroumpfs en Irlande, de Peyo (1989).